# Ezio Camussi
Ezio Camussi (Firenze, 16 gennaio 1877 – Milano, 11 agosto 1956) è stato un compositore italiano.

## Biografia
Cominciò gli studi in pianoforte e composizione a Firenze, diplomandosi a Bologna e perfezionandosi a Parigi con Jules Massenet. All'inizio della carriera fu anche concertista, da solo o in piccoli gruppi, poi si concentrò sulla composizione. Ottenne con la prima opera (La Dubarry, del 1912) un grande successo che non riuscì a replicare con i lavori successivi. La sua musica melodica e raffinata risentì molto dell'influsso di Massenet.

## Composizioni

### Opere liriche
- La Dubarry, opera in 3 quadri e 1 epilogo, libretto di Camillo Antona-Traversi ed Ettore Golisciani, Milano, Teatro Lirico, 7 novembre 1912

Scritta tra il 1905 e il 1908 e vincitrice di un concorso di composizione indetto a Parigi, l'opera andò in scena dopo qualche vicissitudine a Trieste, ottenendo un ottimo successo di pubblico e critica, con numerose chiamate per il compositore.  Tra gli interpreti della première anche il tenore Edoardo Garbin, noto per avere creato il personaggio di Fenton nel Falstaff di Verdi e Cesare Formichi.
Negli anni seguenti fu rappresentata in importanti teatri italiani ed esteri.
Ambientata in Francia alla fine del XVIII secolo, narra le alterne vicende di una dama, travolta dallo scoppio della rivoluzione francese dopo una vita lussuosa come favorita di Luigi XV.
- I fuochi di s. Giovanni, dramma lirico in tre atti, libretto di Enrico Cavacchioli (da Johannisfeuer di Hermann Sudermann), Milano, Teatro Dal Verme, 27 marzo 1920
- Scampolo, commedia lirica in due atti, libretto di Dario Niccodemi (dalla propria commedia omonima) Trieste, Teatro Verdi, 22 febbraio 1925
- Il volto della Vergine, leggenda fiorentina in un atto, libretto di Paolo Buzzi (da un poema omonimo di Gabriel Nigond), Bari, Teatro Petruzzelli, 23 gennaio 1937

La vicenda si svolge a Firenze e narra la storia di una giovane che osserva un frate mentre finisce un affresco in un chiostro. La giovane, gravemente malata, racconta al pittore i suoi sogni d'amore poi muore, ma il suo viso appare sull'affresco come volto della Vergine.
L'opera, che si distingue per una «composizione semplice e facile, con spunti melodici teneri, delicati e lievi», fu ripresa alla Scala nel 1938 e al Teatro Nuovo, sempre a Milano, nel 1953.

### Altro
- Cinque pezzi lirici, per pianoforte (1913)
- Scene medioevali, per violino e orchestra (1927)
- Suite romanesca, per orchestra (1927)
- Riflessi goldoniani, per orchestra (1927)
- Intermezzi giocosi, per teatrino di marionette (1927)
- Liriche di M. A.De Carolis messe in musica da Ezio Camussi (1927)
- Pantomima romantica, per piccola orchestra (1938)
- Festival, ouverture (1938)
- Giocattoli, suite infantile per pianoforte (1933)
- Suite breve, nenia umoresca per pianoforte e orchestra (1935)